# Jean Thérèse de Beaumont d’Autichamp
Jean Thérèse de Beaumont d’Autichamp (ur. 17 maja 1738, zm. 12 stycznia 1831) – francuski generał.
Urodził się w Angers w regionie Maine. Nosił herb: na czerwonym tle złoty pas poziomy, na którym trzy niebieskie lilie. Żonaty z Marią Celestą Perrinne du Boisbaudry (mał. w 1737).
W latach 1757–1762 był adiutantem marszałka Wiktora Franciszka, księcia de Broglie. Następnie objął dowództwo nad regimentem dragonów w wojnie siedmioletniej. W 1770 został komendantem żandarmerii w Lunéville. W 1780 został marszałkiem obozowym (maréchal de camp), a w 1789 generalnym kwatermistrzem umocnień Paryża. Brał udział w zdobyciu Turynu pod księciem Kondeuszem. W 1792 dowódca korpusu kawalerii (pułkownik) w Szampanii. W czasie rządów rewolucyjnych znalazł się na emigracji, w Austrii, Szwajcarii i Anglii. Następnie walczył w powstaniu w Wandei, po upadku którego znalazł schronienie w Cesarstwie Rosji. Paweł I Romanow mianował go inspektorem kawalerii na Ukrainę, Krym i Dniestr. W 1799 dowodził trzydziestotysięcznym korpusem w austriacko-rosyjskiej armii dowodzonej przez Aleksandra Suworowa.
W 1814 wraz z Ludwikiem XVIII wrócił do Francji. Został mianowany generałem i gubernatorem Luwru w 1815.
W 1783 został kawalerem Połączonych Zakonów św. Łazarza z Jerozolimy i Najświętszej Marii Panny z Góry Karmel. Następnie od 1816 na stanowisku generalnego agenta i kanclerza w Radzie Oficerów połączonych zakonów.
W 1824 po śmierci Klaudiusza Ludwika, książę de La Chatre został także prezydentem Rady Oficerów Połączonych Zakonów św. Łazarza z Jerozolimy i NMP z Góry Karmel. Po zlikwidowaniu przez rewolucję 1830 roku wszystkich państwowych zakonów rycerskich (w tym Królewskiego Zakonu Najświętszej Marii Panny z Góry Karmel i tym samym zniesieniu unii personalnej z ponadnarodowym jerozolimskim Zakonem Rycerzy św. Łazarza) w latach 1830–1831 prezydent Rady Oficerów (de facto zwierzchnik) Zakonu św. Łazarza z Jerozolimy.
W 1825 został kawalerem Orderu Ducha Świętego w katedrze w Reims.
Zmarł 12 stycznia 1831 w Saint-Germain.